# Landudec
Landudec (bretonisch Landudeg) ist eine französische Gemeinde mit 1477 Einwohnern (Stand 1. Januar 2022) im Département Finistère.

## Lage
Der Ort befindet sich im Südwesten der Bretagne nahe der Atlantikküste bei Douarnenez und Plozévet.
Quimper liegt 16 Kilometer östlich, Brest 44 Kilometer nördlich und Paris etwa 500 Kilometer östlich (Angaben in Luftlinie).

## Verkehr
Bei Quimper befinden sich die nächsten Abfahrten an der Schnellstraße E 60 (Brest–Nantes) und ein Regionalbahnhof an der überwiegend parallel verlaufenden Bahnlinie.
Der Bahnhof von Brest ist Endpunkt des TGV Atlantique nach Paris und die Flughäfen Aéroport de Brest Bretagne nahe Brest und Aéroport de Lorient Bretagne Sud bei Lorient sind die nächsten Regionalflughäfen.
In Landudec kreuzen sich die von Norden Douarnenez nach Süden Pouldreuzic verlaufende Landstraße D143 und die von Westen Audierne nach Osten Quimper verlaufende Landstraße D784.

## Bevölkerungsentwicklung
| Jahr                       | 1962 | 1968 | 1975 | 1982 | 1990 | 1999 | 2008 | 2017 |
| Einwohner                  | 1265 | 1212 | 1203 | 1232 | 1183 | 1154 | 1293 | 1436 |
| Quellen: Cassini und INSEE |      |      |      |      |      |      |      |      |

## Sehenswürdigkeiten
Siehe auch: Liste der Monuments historiques in Landudec
- Kirche St-Tudec-Ste-Anne
- Wasserturm
- 5-Sterne Freizeit-Aquapark Domaine de Bel-Air
- 30 ha große Domaine de Lesvaniel mit angeschlossener Pferdepension
- Schloss Guilguiffin mit Taubenturm

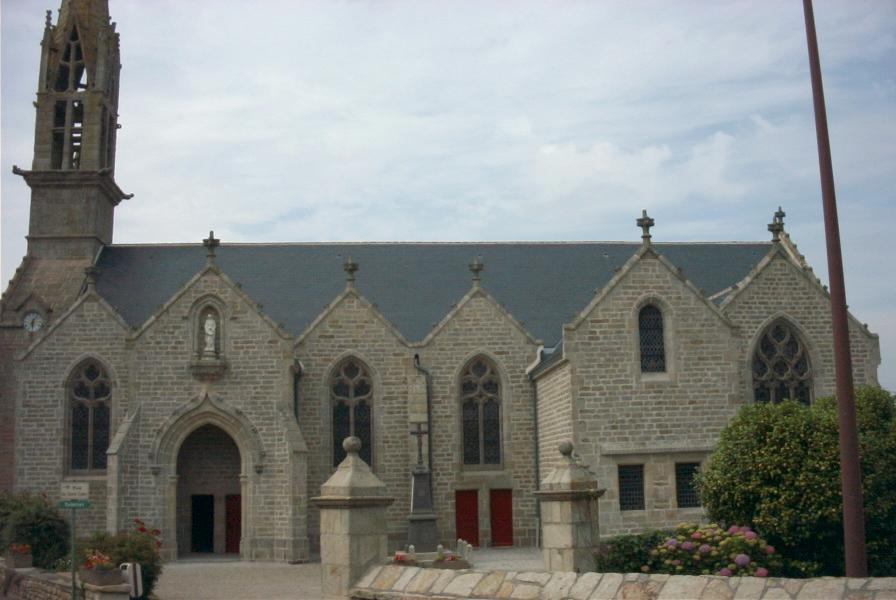
Kirche St-Tudec-Ste-Anne
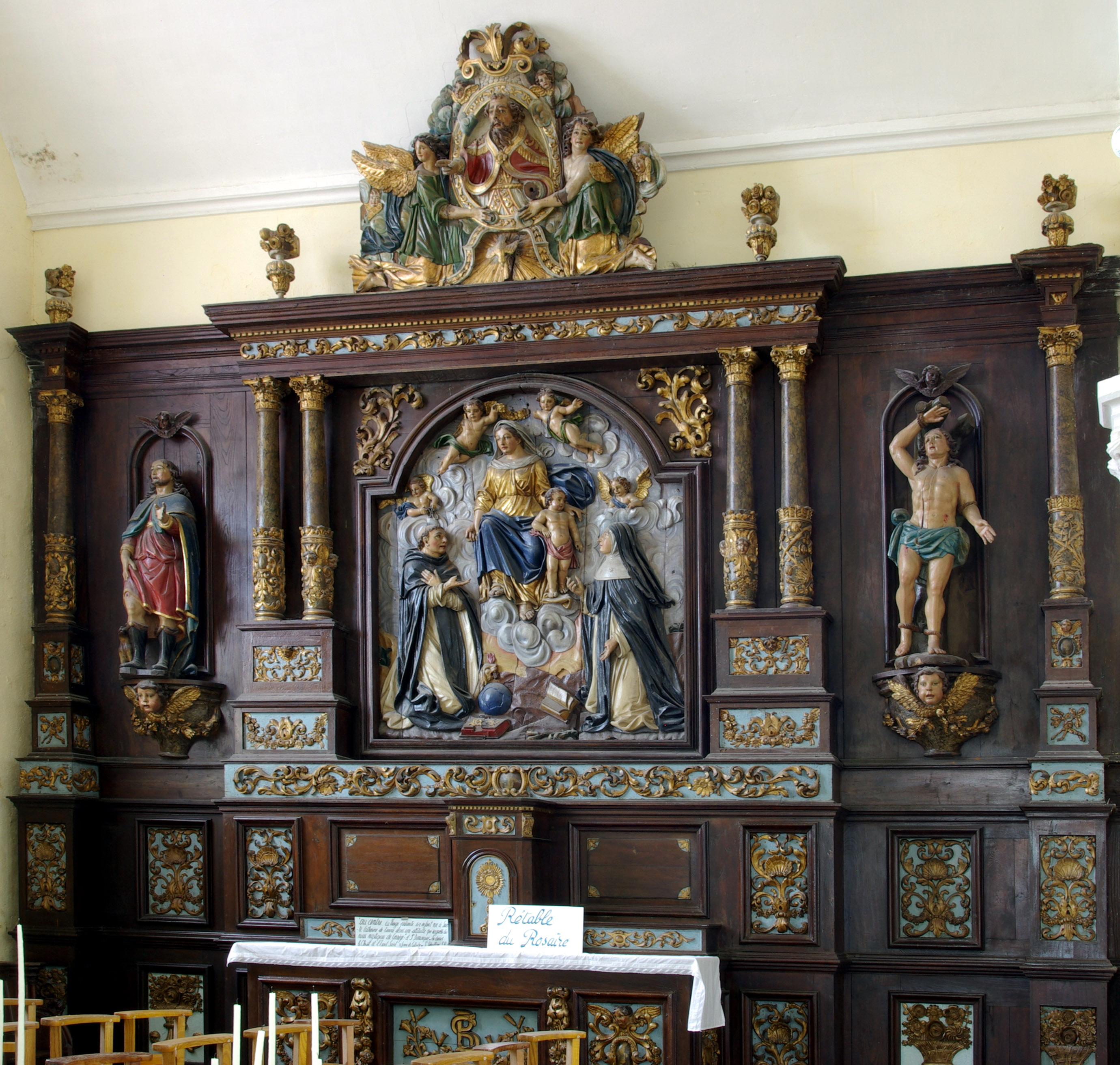
Altarretabel der Kirche
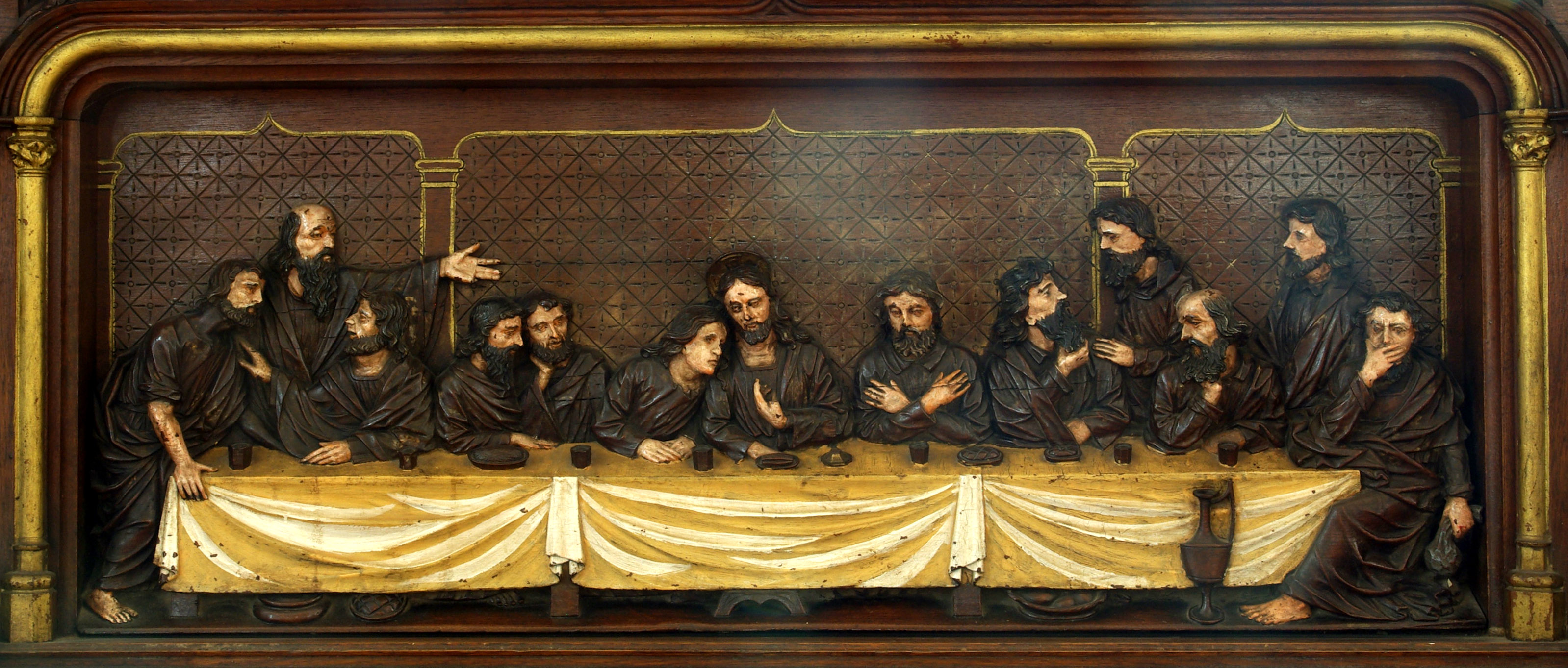
Das letzte Abendmahl in der Kirche
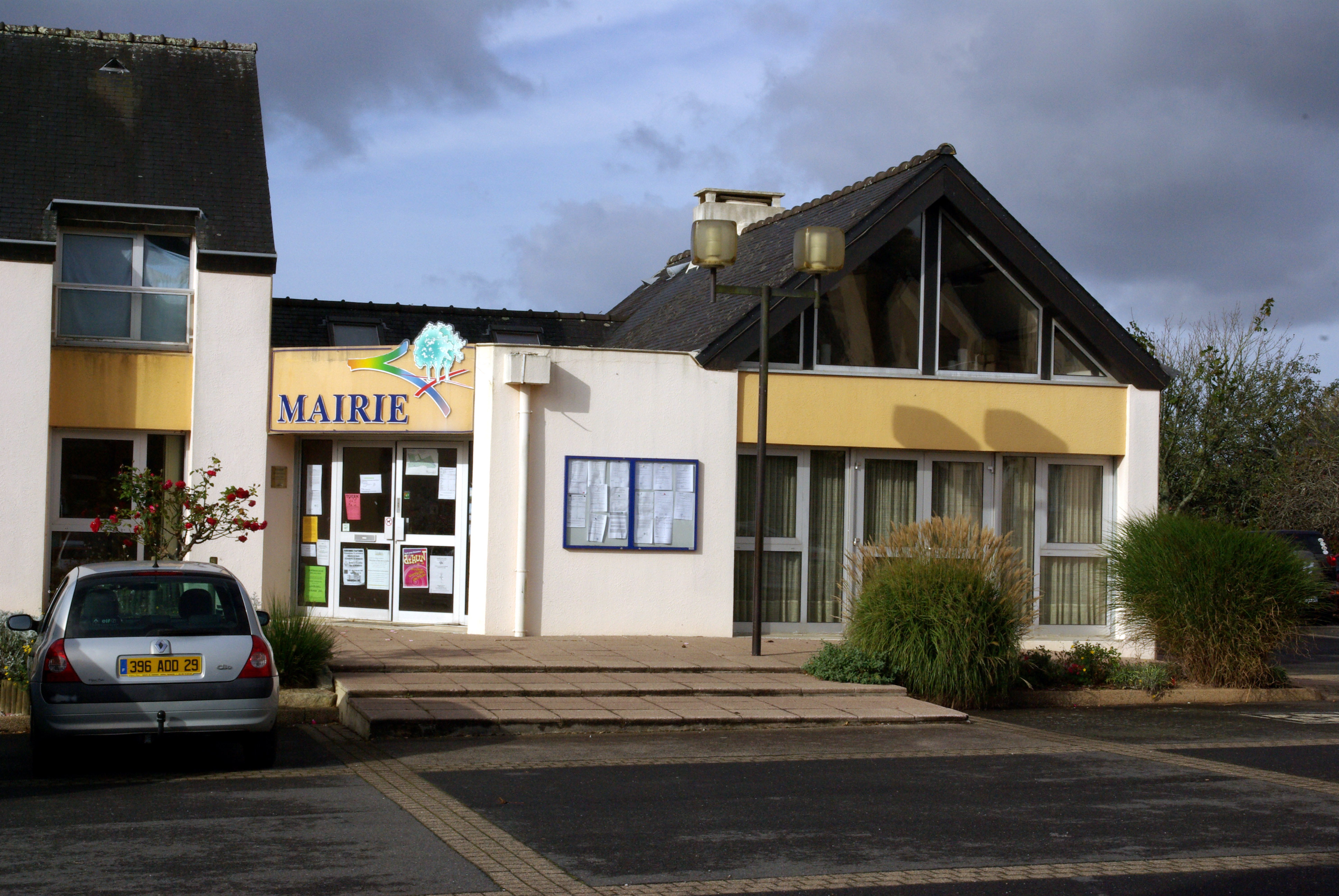
Rathaus